# Kropia
Kropia (in greco Κρωπία?) è un comune della Grecia situato nella periferia dell'Attica (unità periferica dell'Attica Orientale) con 24 453 abitanti secondo i dati del censimento 2001.